# ノース・ラナークシャー

ノース・ラナークシャー

ノース・ラナークシャー（英語: North Lanarkshire、スコットランド・ゲール語: Siorrachd Lannraig a Tuath）は、スコットランドの行政区画の1つである。
グラスゴーの北東に接する。他にフォルカーク、イースト・ダンバートンシャー、ウェスト・ロージアン、サウス・ラナークシャーと接する。
中心地はマザーウェル。
総面積470平方キロメートル。人口は340,180人 (2019年; スコットランド4位)、人口密度は720人/km2である。